# サンロード新市街
サンロード新市街（サンロードしんしがい）は熊本県熊本市繁華街のストリートの一つである。
下通の南端から西側へ垂直に走っているアーケード街であり、そこを抜けた先には辛島公園、熊本桜町バスターミナル・SAKURA MACHI Kumamotoなどが立地している。広さ（幅員）は18mで、日本で最も広い。

## 概要
1911年（明治44年）に熊本県初の常設映画館として現在のシャワー通に開業した「電気館」が1914年（大正3年）に当地に移転後、通りを中心として多くの映画館が立ち並んだ。しかし、シネマコンプレックスの台頭と乱立・移転によりその多くが閉館し、2003年（平成15年）に「東宝プラザ1・2」が、2006年（平成18年）に「東宝プラザ3・4」（旧：熊本東宝1・2）と「シネラックス」（旧：セントラルシネマ・熊本東映）が閉館。以降、長らく電気館及び「熊本松竹」の後身となる「Denkikan」のみが存続している状況だったが、2019年（令和元年）にアーケードを抜けた先にある「SAKURA MACHI Kumamoto」に「TOHOシネマズ熊本サクラマチ」が開館した。なお、閉館した映画館の跡地は、ビジネスホテルやパチンコ店などが建っている。 
かつては熊本県民テレビにてテレビCMを放送しており、「太陽のとおり道」というCMソングも存在した。
1995年（平成7年）公開の映画『ゴジラvsスペースゴジラ』でロケ地として使われたが、カットされた。

## 歴史
- 1979年（昭和54年） - 初代アーケード完成。
- 1992年（平成4年） - 2代アーケード完成。

## 施設
- サテライト 熊本新市街
- コンフォートホテル 熊本新市街
- 東横INN 熊本新市街
- レフ熊本byベッセルホテルズ
- カンデオホテルズ熊本新市街
- VIESTA熊本
- マクドナルド 熊本新市街（通称：角マック）
- ベスト電器 熊本本店
- Denkikan
- パークシティ24h 新市街パーキング
- 123 新市街店
- FACE570 新市街店
- つかさ 新市街店

## 交通
鉄道
熊本市電の辛島町電停が利用できる。
路線バス
桜町BTまで地下道で結ばれているほか、周辺にはいくつかのバス停があり、産交バス・電鉄バス・熊本バス・熊本都市バスをはじめとする路線バス・高速バス路線が利用できる。